# 劉淑嬪
劉淑嬪，名失考，錦衣衛左所正千戶劉英之女，明朝明世宗朱厚熜之嬪。

## 生平
劉氏的出生、入宮及去世時間均無考。嘉靖十六年（1537年）四月十一日，劉氏之父劉英等因「以其女選入掖庭」而被授為錦衣衞帶俸正千戶，四月二十三日，嘉靖帝御奉天殿，遣武定侯郭勛等為正使，大學士李時等為副使，進封元子生母 昭嬪王氏為貴妃，皇四子生母靖嬪盧氏為靖妃，並且補封劉英之女為淑嬪、王俊之女王氏為宜嬪、王受之女王氏為徽嬪、王欒之女王氏為裕嬪、陳瓚之女陳氏為雍嬪。嘉靖二十三年（1544年）十二月十五日，賜劉淑嬪已故之父錦衣衛左所正千戶劉英祭葬。嘉靖二十四年（1545年）正月二十二日，給錦衣衞正千戶劉英祭葬銀五百三十兩。劉淑嬪的去世時間及葬地均不詳，《太常續考》、《宛署雜記》等記載世宗后妃葬地的史料未有劉淑嬪之名。

## 冊文
《明世宗肅皇帝實錄》嘉靖十六年四月辛未條所收錄的王裕嬪冊文，與劉淑嬪、王宜嬪、王徽嬪、陳雍嬪的冊文相同：
```
「王化之興，始於閨門；家齊之效，形於國治。肆坤儀之得輔，斯內政之有光。咨爾劉氏，蘊淑德於夙成，膺妙簡於宮掖。茂著勤勞之譽，允為恭閫之良。用率彛章，式昭崇異。茲特封爾為淑嬪，錫之冊命。爾其愈加警惕，益勵祗勤。用敦事上之誠，無失守恆之義。永言佩服，光我訓詞。欽哉！」
```